# Pierpaolo Ferrazzi
Pierpaolo Ferrazzi (* 23. července 1965 Bassano del Grappa) je bývalý italský vodní slalomář, kajakář závodící v kategorii K1.
Z mistrovství světa má tři stříbrné medaile (1989, 2002, 2005), všechny ze závodů hlídek. Na evropských šampionátech získal dvě zlata (K1 – 2000; K1 družstva – 2000) a jeden bronz (K1 družstva – 2005). V letech 1990 a 1992 vyhrál celkové pořadí Světového poháru v kategorii K1. Čtyřikrát startoval na letních olympijských hrách, v Barceloně 1992 vybojoval zlatou medaili, v Atlantě 1996 dojel jako sedmnáctý, v Sydney 2000 získal bronzovou medaili a v Athénách 2004 skončil na 19. místě.